# خواكين ميلر
خواكين ميلر (بالإنجليزية: Joaquin Miller)‏ (8 سبتمبر 1837، ليبرتي في الولايات المتحدة - 17 فبراير 1913، أوكلاند في الولايات المتحدة)؛ شاعر، صحفي، محامي، قاضي، كاتب وروائي أمريكي.

## روابط خارجية
- خواكين ميلر على موقع الموسوعة البريطانية (الإنجليزية)
- خواكين ميلر على موقع إن إن دي بي (الإنجليزية)